# Автомагістраль D6 (Чехія)
Автомагістраль D6 (чеськ. Dálnice D6), колишня швидкісна дорога R6 (чеськ. Rychlostní silnice R6) — шосе в Чехії. Перебуває в стані будівництва. Після завершення спорудження проходитиме від Праги через Карлові Вари та Хеб до кордону з Німеччиною. Її перший сегмент був відкритий у 1980-х роках.
Станом на грудень 2020 100 км автодороги перебувають в експлуатації. Інші 4,86 км перебувають на стадії будівництва.

## У розробці
| Розділ             | Довжина | Початок будівництва | Завершення |
| ------------------ | ------- | ------------------- | ---------- |
| Лубенецька об’їзна | 4,86 км | 03/2018             | 08/2021    |

## Зображення

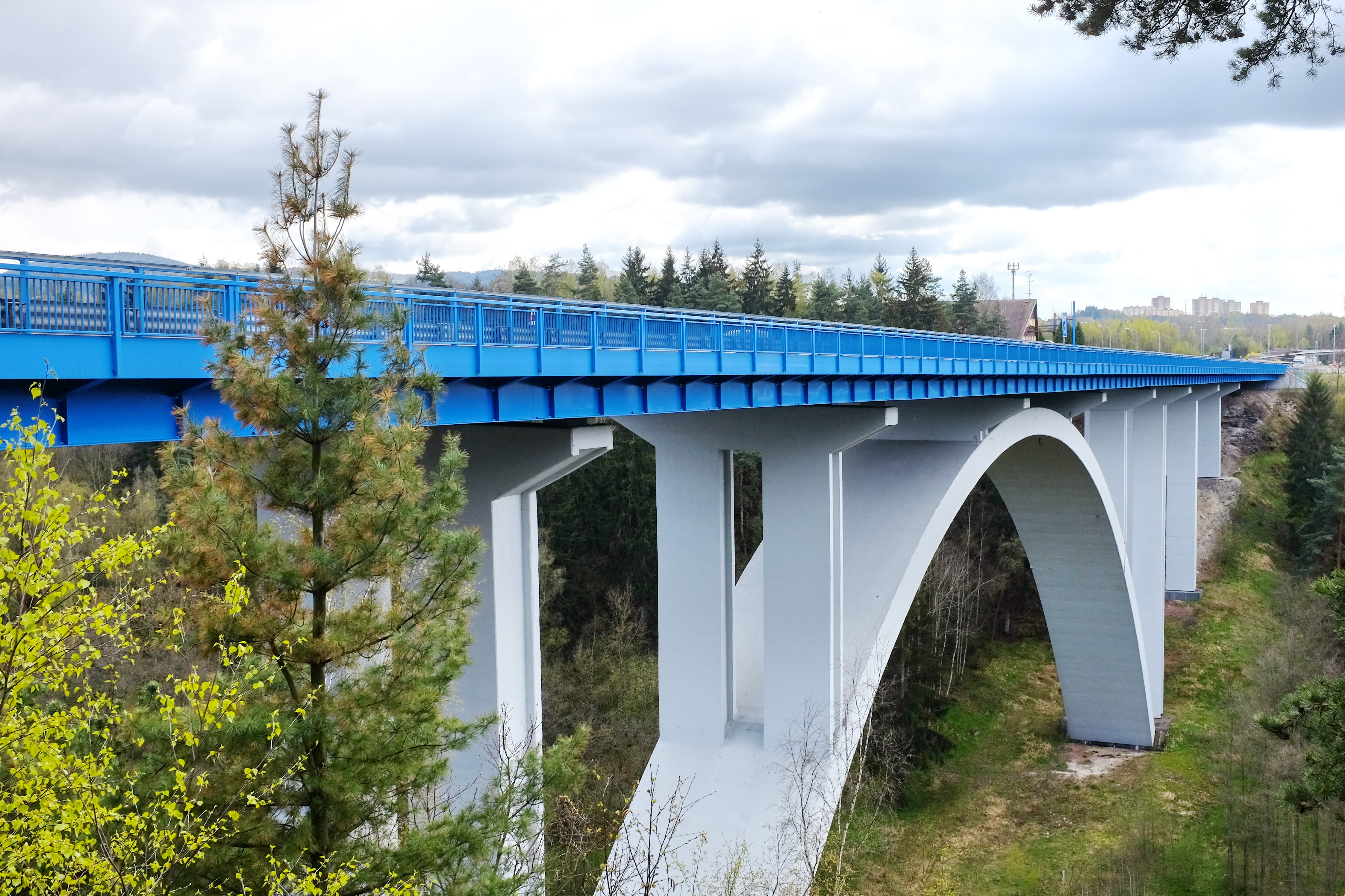
Міст на шляху D6 біля міста Соколів Соколівського району.
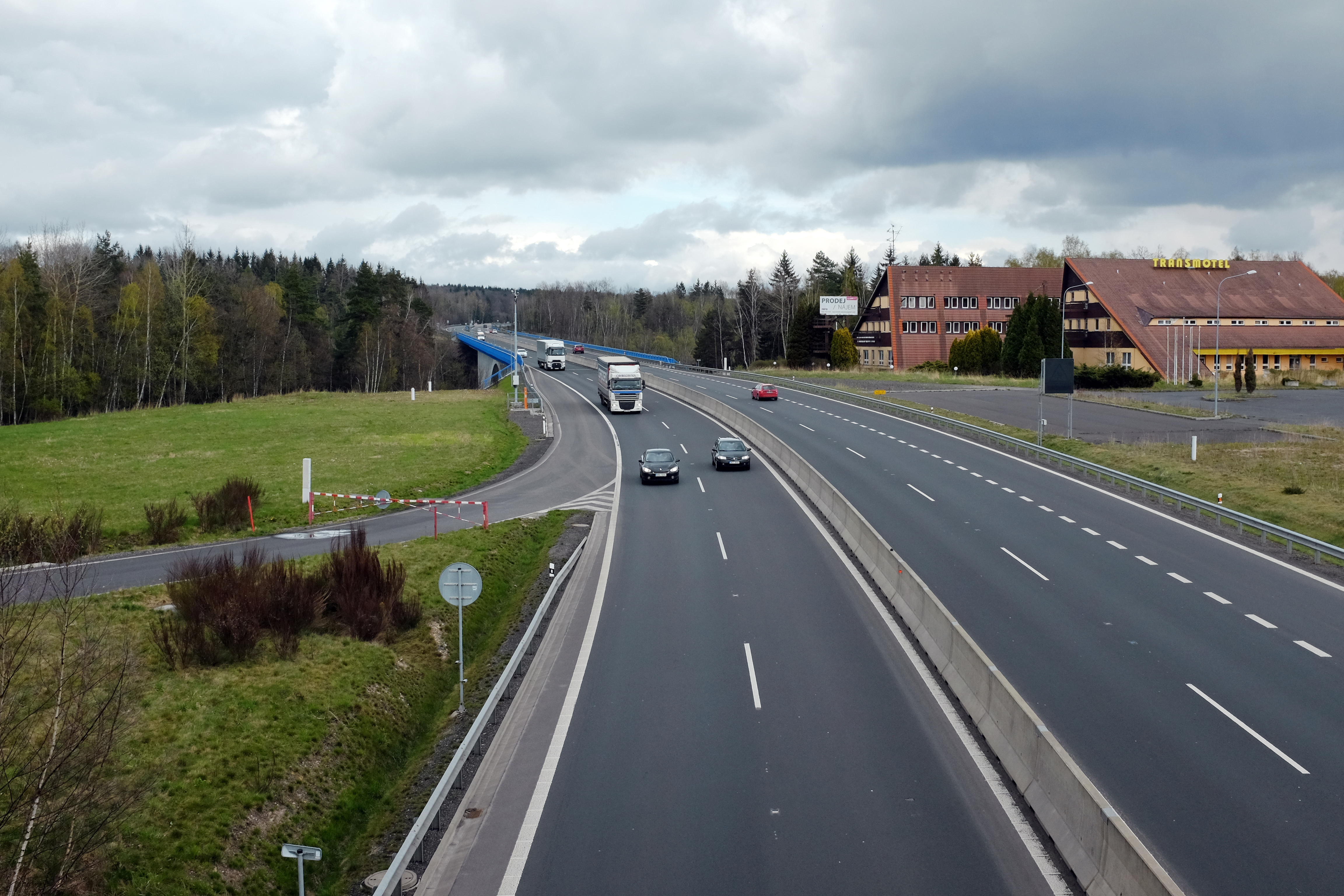
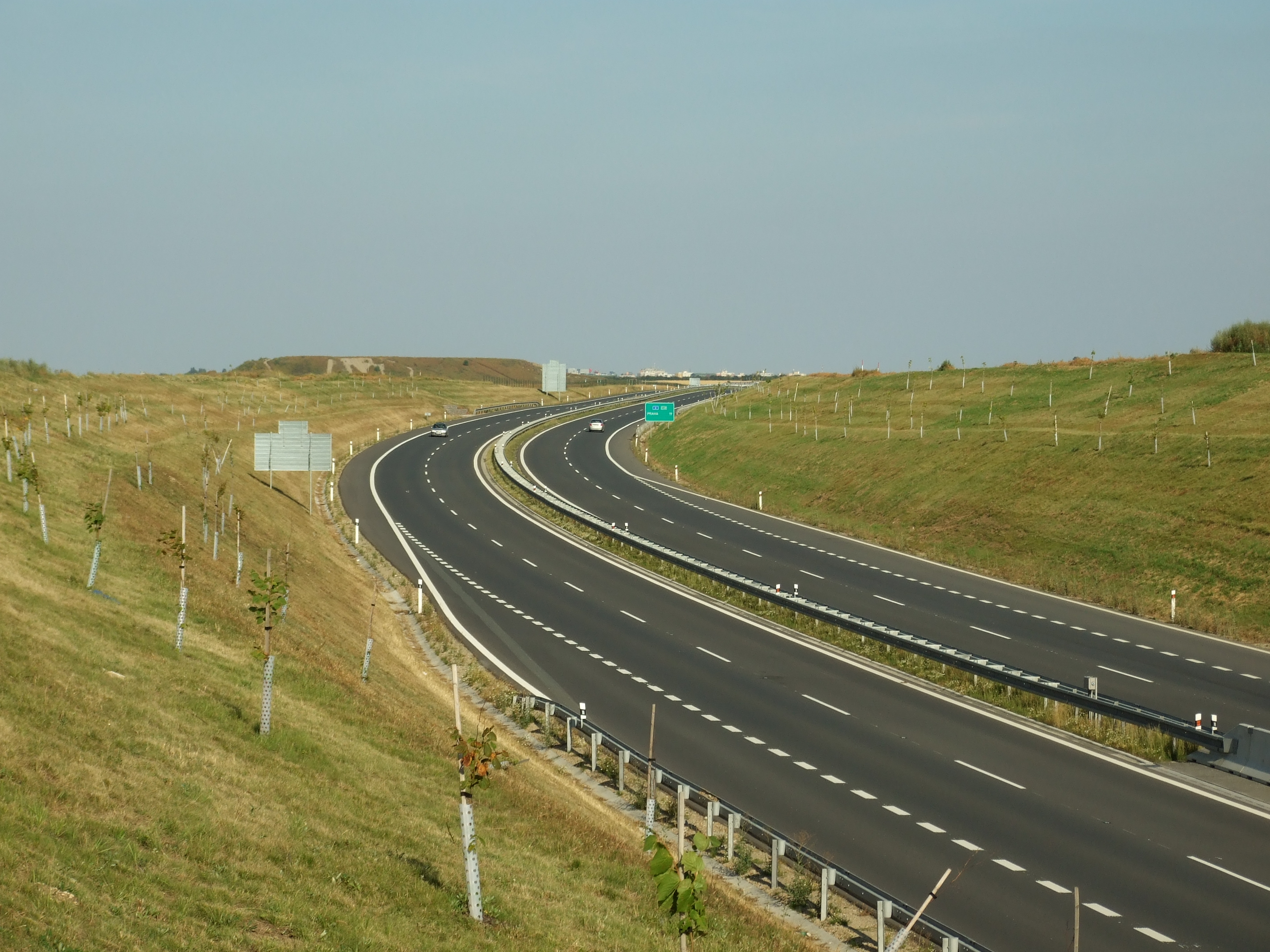
Автострада D6 біля Єнеча в Середньочеському краї.
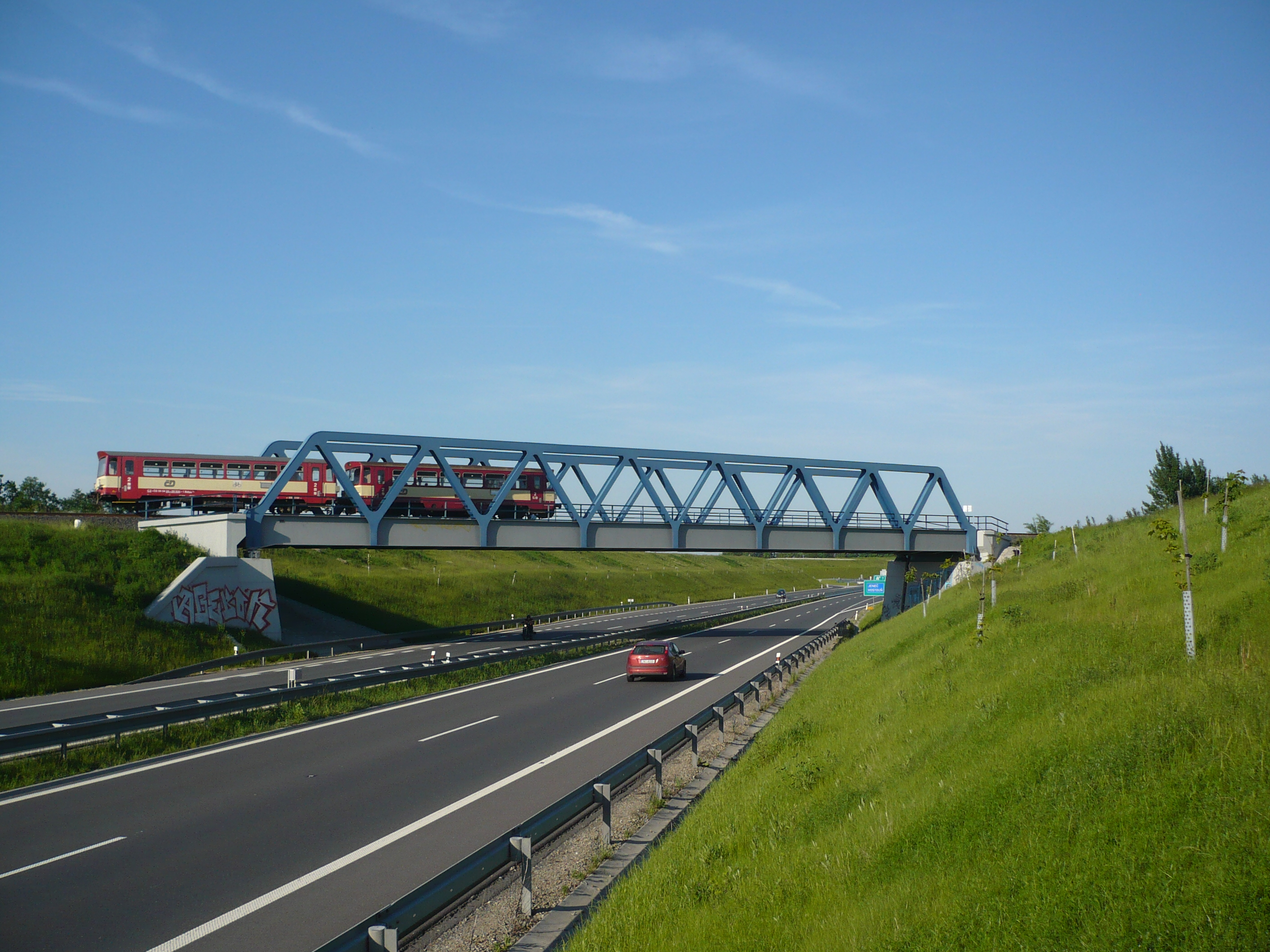
Залізничний міст через D6 між Єнеч і Гостоунь.